# 山本卓弥
山本 卓弥（やまもと たくや、1983年11月5日 - ）は、料理人、元フードファイター、タレント。「自然派 創作和食 waen」（2020年閉店）のオーナーシェフ。大阪府出身。血液型はO型 。

## 概要
フードファイター第一世代の新井和響、第二世代の小林尊に続く第三世代とされているが、初出場は2002年であり、大食い早食い最盛期の第二世代。しかし「TVチャンピオン」での敗退と「フードバトルクラブ」不参加で、人気選手の陰に隠れる形となり、活躍できないまま両番組が終了したため、出場歴を持ちながら、2005年に復活した「元祖!大食い王決定戦」に新人として出場し優勝。そのため、同番組では第三世代としており、2002年の山本出場の映像を流すことはない。
京都調理師専門学校卒業、ふぐ調理師免許取得。料理人になったきっかけは、食べることが好きで、自分の食べたいもの自分で作り始めたのが料理の道の第一歩となった。ヒルトン大阪の和食店で修業を開始。カレー屋、ラーメン屋、アジア料理、イタリア料理、フランス料理など幅広いジャンルの店で8年ほど修業するなかで自分の道を定め、2017年2月に「自然派 創作和食 waen」を独立開業（2020年閉店）。オーナーシェフをしながら、大食いタレントとしても活動している。

## 略歴
- 2002年
  - 3月 -「TVチャンピオン 元祖!大食い選手権（前編）〜最強新人大発掘キャラバン」（テレビ東京）にてデビュー。
- 2004年
  - 4月 -「お好みアタック2004」準優勝。
- 2005年
  - 4月 - 「元祖!大食い王決定戦〜関八州編」（テレビ東京）新人戦で優勝。
  - 11月 -「元祖!大食い王決定戦〜信州・上越編」の決勝で、途中で白田信幸がドクターストップとなり、西川廣幸と接戦の末、連覇を果たす。
- 2006年
  - 10月 -「元祖!大食い王決定戦 北海秋味 爆食決戦〜北海道」で白田に破れ準優勝。
- 2007年
  - 7月 -「Food Battle Stadiums 2007 Expert class」優勝。
  - 9月 -「元祖!大食い王決定戦 爆食頂上決戦〜バリ島編」にて「元祖!大食い決定戦」の引退を表明。理由は「白田というライバルが引退したら自分に敵う相手がいなくなるから」というものであったが、実際は、番組側からの指示であり、ブログで複雑な心境を吐露。結果は決勝で序盤リードを奪うものの白田の後半からの追い上げに破れ準優勝。
- 2008年
  - 9月 - 番組の指示により前年の引退宣言を撤回し「元祖!大食い王決定戦～新爆食伝説誕生戦」に現役復帰するも、西川廣幸に破れ準優勝。
- 2009年
  - 6月 -「梅もとつけ麺大食い大会」優勝。
- 2010年
  - 11月 -「東京ラーメンショー2010 バトプリ」準優勝。

「第25回全日本わんこそば選手権」団体部門 優勝（三宅智子、ロシアン佐藤）。
- 2012年
  - 10月 -「第7回村山かてうどん大食い粋麺選手権」優勝。
- 2013年
  - 9月 - 5年振りに「元祖!大食い王決定戦 真!最強伝説〜シンガポール編」に参戦。木下智弘との死闘の末、8年振りの優勝を果たす。
- 2014年
  - 6月 -「国別対抗!大食い世界一決定戦」に日本代表として参加し、個人としては先鋒戦で勝利を収めたが、決勝でアメリカチームに敗北。
- 2015年
  - 1月 - 再び「国別対抗!大食い世界一決定戦」に日本代表キャプテンとして出場するも、決勝の対アメリカ戦第3試合でアメリカ人女性モリー・スカイラーにスペアリブ大食いで大敗した。
- 2017年
  - 2月 - 渋谷区に「自然派 創作和食 waen」開業(2022年閉店)。
- 2022年
  - 5月 - 現代にタイムスリップしてきた漂流武士という設定で日本中の飲食店を大食いしながらコミカルに紹介する、Youtubeチャンネル「武士飯 SAMURAI FOOD DRIFTER」を開設。

## 出演

### テレビドラマ
- 恋愛百景 #75（2008年4月28日、テレビ朝日）- 本人 役

### 映画
- 喰いしん坊！3 〜大喰い敵対篇〜（2008年）- フードファイター山本 役

### テレビ
- いただきハイジャンプフジテレビ

ハイカロパ企画 助っ人役